# Palais de Beaulieu

Palazzo Beaulieu (in alto a sinistra) nel 1951

Il Palais de Beaulieu è un edificio storico emblematico del Centro per congressi ed esposizioni a Losanna, nel Canton Vaud in Svizzera. Si tratta di un importante centro congressi che accoglie principalmente congressi e manifestazioni.
Il palazzo ospita anche il Théâtre de Beaulieu il quale, con i suoi 1844 posti, è il più grande teatro della Svizzera. Il Prix de Lausanne si tiene solitamente nel Palais de Beaulieu. La Télé, catena regionale di telediffusione, ha in esso il suo studio e i suoi uffici, così come il Béjart Ballet Lausanne.
Situato nel quartiere omonimo a Losanna, il Centro di congressi e di esposizioni di Beaulieu dispone di più di 6 ettari di terreno, 100 000 m² al suolo e 12 000 m² di giardini aperti al pubblico. Il Centro di Congressi e di Esposizioni offre una ventina di stanze e di capannoni modulabili. Beaulieu Lausanne, gestito da MCH Group, ospita anche alcuni dei principali salotti del paese.

## Storia
Il primo "Comptoir Vaudois d'échantillons" (o Fiera dei campioni del Canton Vaud) è stato inaugurato a Losanna nel 1916, su iniziativa della Società Industriale e Commerciale di Losanna, della Camera di commercio del cantone, con l'appoggio della Municipalità di Losanna. La formula è allora nuova in Svizzera e sarà generalizzata dopo. Il primo"Comptoir Suisse" ha avuto luogo nel settembre del 1920. Da quell'anno, solo un'edizione non ha potuto avere luogo: quella del 1939, a motivo della Seconda Guerra Mondiale. La prima manifestazione ufficiale della NASA in Europa si è tenuta durante il "Comptoir suisse" del 1962.
Il Palazzo - che diventerà l'edificio principale - risale al 1921. Prenderà il nome di "Palais de Beaulieu" a partire dal 1957. Durante la Seconda Guerra Mondiale ospita i prigionieri di guerra. Le discussioni per la creazione di una sala di spettacoli iniziano nel 1949 tra la Municipalità della Città e la "Société Coopérative du Comptoir Suisse", il "Théâtre de Beaulieu" essendo inaugurato in 1954. È utilizzato dal "Béjart Ballet Lausanne", dall'"Orchestra della Svizzera Romanda" e dalla "Paternelle".
Nella parte occidentale del sito, nuovi edifici si aggiungono tra il 1920 e il 1940. Le zone a sud e a est vengono sviluppate tra il 1950 e il 1954. I Capannoni Nord vengono costruiti nel 1960. Seguono numerose ristrutturazioni. Nel tempo, oltre al "Comptoir Suisse", il perimetro di Beaulieu andrà ad accogliere congressi, attività artistiche e manifestazioni economiche.
Dal 2000, il sito di Beaulieu appartiene ad una fondazione di diritto pubblico, la "Fondation de Beaulieu", creata dal Canton Vaud, dalla Città di Losanna e dai comuni dell'agglomerato urbano ("Lausanne Région]" e "Union des Communes Vaudoises"). La Fondation de Beaulieu si incarica del mantenimento, delle ristrutturazioni e della logistica, così come dello sviluppo strategico e economico del sito. Gestisce anche i congressi e le manifestazioni e, insieme ad Opus One SA, la società Théâtre de Beaulieu. Il locatario, MCH Beaulieu Lausanne SA, erede dalla "Société Coopérative du Comptoir Suisse", gestisce le esposizioni e usa i Capannoni Sud. Dal 2006, Eldora Traiteur SA, filiale del gruppo Eldora SA si occupa della restaurazione del sito.
La Fondation de Beaulieu ha iniziato un programma di ristrutturazioni chiamato Beaulieu 2020 che va dal 2000 al 2020. In questo contesto, il Palais è stato oggetto di ristrutturazioni dal 2001, ancora in fase di completamento. I Capannoni Sud sono stati ricostruiti nel 2011. Nel 2014, la cittadinanza di Losanna ha rifiutato il progetto di una torre nella zona est (la Torre Taoua), che includeva un ristorante e un hotel. Quel rifiuto è stato all'origine di una riorganizzazione del progetto Beaulieu 2020 e dei partner implicati. Dal 2014, ha luogo nel Palais de Beaulieu una riassegnazione dei spazi. La scuola infermieristica "Institut et Haute Ecole de la Santé", il Tribunale Arbitrale dello Sport e un ristorante pubblico verranno anche realizzati a Beaulieu.

## Manifestazioni
Tra le grandi manifestazioni e esposizioni accolte ogni anno a Beaulieu, troviamo: 
- Il Salone Habitat Jardin[18]
- Il Comptoir suisse[19]
- Il Salone Baby & Kid Planet[20]
- Swiss Expo (Salone dell'agricoltura professionale)[21]
- Il Salon des métiers et de la formation Lausanne[22]
- Il Prix de Lausanne[23]
- Le Béjart Ballet Lausanne[24]
- L'OSR[25]
- La Paternelle[26]

Nel passato, Beaulieu ha ospitato:
- First International Congress on World Evangelization - Pacte de Lausanne 1974
- L'Eurovision Song Contest 1989
- World Gymnaestrada 2012
- Holiday on Ice 1979[27]
- Mamma mia 2016[28]